# 6768 Матіасбраун
6768 Матіасбраун (6768 Mathiasbraun) — астероїд головного поясу, відкритий 7 вересня 1983 року.
Тіссеранів параметр щодо Юпітера — 3,511.